# Hans Igler
Hans Igler (* 29. Juli  1920 in Wien; † 5. Mai 2010 ebenda) war ein österreichischer Ökonom und Politiker. Er ist der Vater von Theresa Jordis.

## Leben
Igler leistete von 1938 bis 1945 Militärdienst und  studierte zugleich an der Hochschule für Welthandel in Wien. Er erwarb 1946 den Abschluss Diplom-Kaufmann und 1947 das Doktorat. Von 1946 bis 1950 war er im „Krauland-Ministerium“ in der Abwicklung der Marshallplan-Hilfe tätig. Von 1950 bis 1955 arbeitete er im ERP-Büro (European Recovery Program) des Bundeskanzleramtes. Er war wirtschaftspolitischer Berater von Bundeskanzler Julius Raab bei den Vorbereitungen des österreichischen Staatsvertrags. Von 1956 bis 1959 war er Vorstandsvorsitzender der Österreichischen Industrie- und Bergbauverwaltungs-GmbH (IBV, Dachgesellschaft der verstaatlichten Industrie). Von 1972 bis 1980 war er Präsident der Industriellenvereinigung. Hans Igler verstarb am 5. Mai 2010 nach langer, schwerer Krankheit und wurde am Heiligenstädter Friedhof in Wien beigesetzt.

## Auszeichnungen
- 1980: Großes Silbernes Ehrenzeichen mit dem Stern für Verdienste um die Republik Österreich[1]
- 1984: Ehrensenator der Technischen Universität Wien[2]